# Сіріус (супутник)
«Сіріус» — серія супутників зв'язку.
- Sirius 2 — назва супутника до 2008 року, після має назву Astra 5A.
- Sirius 4 — назва супутника до 2010 року, після має назву Astra 4A.